# Les Parisiennes (groupe)
Pour les articles homonymes, voir Les Parisiennes.
Les Parisiennes était un groupe français de chanteuses yéyé créé en 1964 par le compositeur Claude Bolling. Le quatuor a connu diverses configurations avec des interprètes différentes selon les époques.

## Histoire

### Création
Alors qu'il est responsable de la direction musicale de l'émission télévisée Âge tendre et tête de bois, Claude Bolling se voit proposer par son éditeur Jean Kluger l'idée d'un disque de chansons yéyés interprétées à l'unisson par un groupe vocal féminin accompagné d'un orchestre, sur le modèle américain alors en vogue (The Sherrys (en), The Honeys, The Jaynetts (en), etc.). Avec le parolier Frank Gérald, il compose quatre chansons - standard des supers 45 tours -  qu'il fait enregistrer par ses choristes habituelles, Nicole Croisille, Danielle Licari, Michelle Dorney et Nadine Doukan. Le nom du groupe est inspiré d'une des chansons, Les Parisiennes.
Il fait trop beau pour travailler, sorti en 1964 chez Philips, est un tel succès que la matérialisation du groupe s'avère nécessaire mais Nicole Croisille et Danielle Licari, dont les carrières en solo prennent leur essor, déclinent la proposition, tout comme Michelle Dorney et Nadine Doukan, qui préfèrent rester dans l'ombre des studios.

### Les premières Parisiennes (1964-1971)
Claude Bolling fait alors appel à Raymonde Bronstein, danseuse dans les ballets d'Arthur Plasschaert ayant décidé de se lancer dans la chanson, qui entraîne dans l'aventure trois de ses collègues : Anne Lefébure, Hélène Longuet et Anne-Marie Royer. Le deuxième super 45 tours sort en quelques mois plus tard avec le même succès, Philips proposant alors au groupe un contrat de sept ans à raison de trois supers 45 tours par an. Claude Bolling et Frank Gérald s'adjoignent alors les services d'autres paroliers tels que Pierre Delanoë (Un tout petit pantin, L'Abécédaire), Pierre Perret (On est si mignonnes, Les Zozos) et Françoise Dorin (Les Fans de Mozart, Les Plaisirs de Paris) et opèrent quelques reprises de chansons rétros (La Matchiche, Qu'est-ce qu'on attend, La Scarlatine, etc.).
Les Parisiennes se produisent parallèlement en scène et à la télévision dans des chorégraphies de Roland Petit[réf. nécessaire].
En 1967, elles enregistrent Un tout petit pantin, version française de Puppet on a String qui avait permis à Sandie Shaw de remporter le concours Eurovision de la chanson 1967. En 1970, elles interprètent la chanson-thème de Borsalino, film de Jacques Deray dont Claude Bolling a composé la musique. La chanson Le Temps du lumbago est quant à elle reprise dans La Mandarine (1972) d'Édouard Molinaro.
En 1971, Raymonde Bronstein, qui est mariée au chanteur Daniel Beretta, quitte le groupe pour entamer une carrière en solo (sous le nom de Raymonde Beretta) et est remplacée par Viviane Chiffre. Le contrat avec Philips arrivant à échéance, le groupe se sépare peu après.
Anne Lefébure épouse le chanteur Ricet Barrier avant de devenir une des voix d'antenne de FIP, puis speakerine et présentatrice sur FR3. Elle participe également à des émissions de jeux comme L'Académie des neuf et Les Jeux de 20 heures.
Hélène Longuet épouse Serge Biondi, batteur du groupe Les Drivers et de nombreuses émissions de Fabrice sur RTL[réf. nécessaire].
Anne-Marie Royer reprend sa carrière de danseuse, se produisant notamment dans les émissions de Guy Lux et de Maritie et Gilbert Carpentier[réf. nécessaire].

### Reformations (1973-1974 / 2017)
En 1973, le quatuor est reformé le temps d'un 45 tours (Au temps de Chicago / ). Il est alors constitué, outre d'Anne Lefébure et Viviane Chiffre, de Marie Leflève et Hélène Amador,.
En 1974, le groupe est à nouveau reformé par Claude Bolling, propriétaire des droits, avec une nouvelle distribution, incluant     Yveline Arnaud, Nathalie Bréhal , Annie Lecreux et Antonia Berkov[réf. nécessaire]. Un 45 tours sort avec deux nouvelles chansons : On pense toujours à son premier amour et Les Pieds dans l'eau, la tête au soleil. Reprenant en grande partie le répertoire composé et arrangé par Claude Bolling, le groupe part ensuite en tournée dans le Pacifique et au Canada, Antonia Berkov étant remplacée par Juliet Naylor, mais l'aventure est sans lendemain.
Le 15 décembre 2017, Laurent Ruquier confie dans les colonnes du quotidien Le Parisien vouloir réaliser un rêve d'enfant en reformant Les Parisiennes avec Arielle Dombasle, Mareva Galanter, Inna Modja et Helena Noguerra dans le cadre de la sortie d'un album et d'une tournée française. Cette dernière débute le 24 mai 2018 aux Folies Bergère, et s'achève par deux dates à l'Olympia les 18 et 19 décembre 2018.
Le premier single du nouveau quatuor, Ah ! c'qu'on est bête sort le 21 février 2018, suivi d'un album le 27 avril 2018.
Il fait trop beau pour travailler, le deuxième clip extrait de l'album des nouvelles Parisiennes et réalisé par Ellen von Unwerth, sort en mai 2018. Là encore, l'aventure ne dure que le temps d'un album.

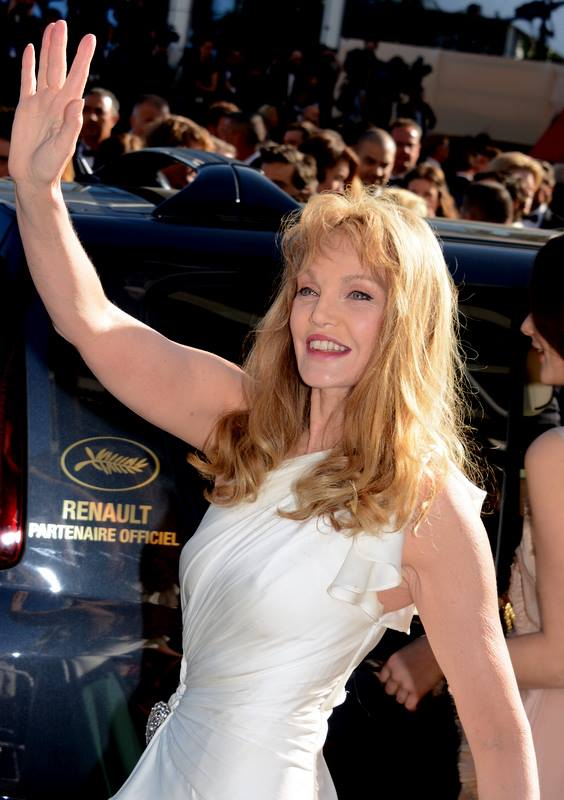
Arielle Dombasle.
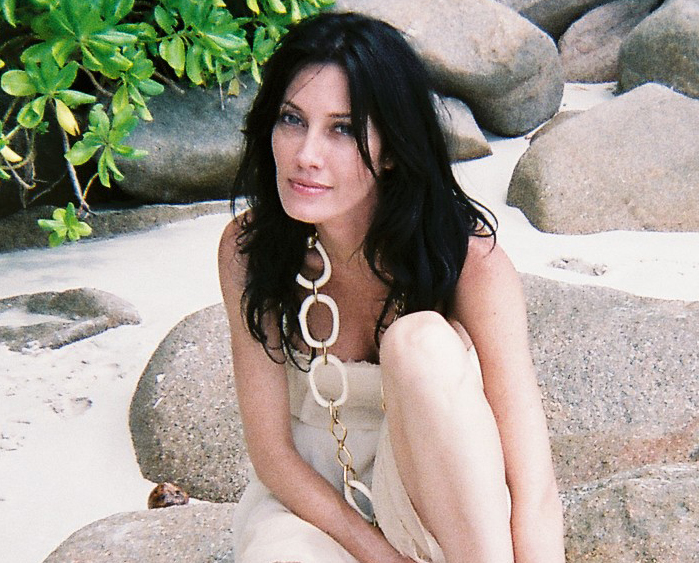
Mareva Galanter.
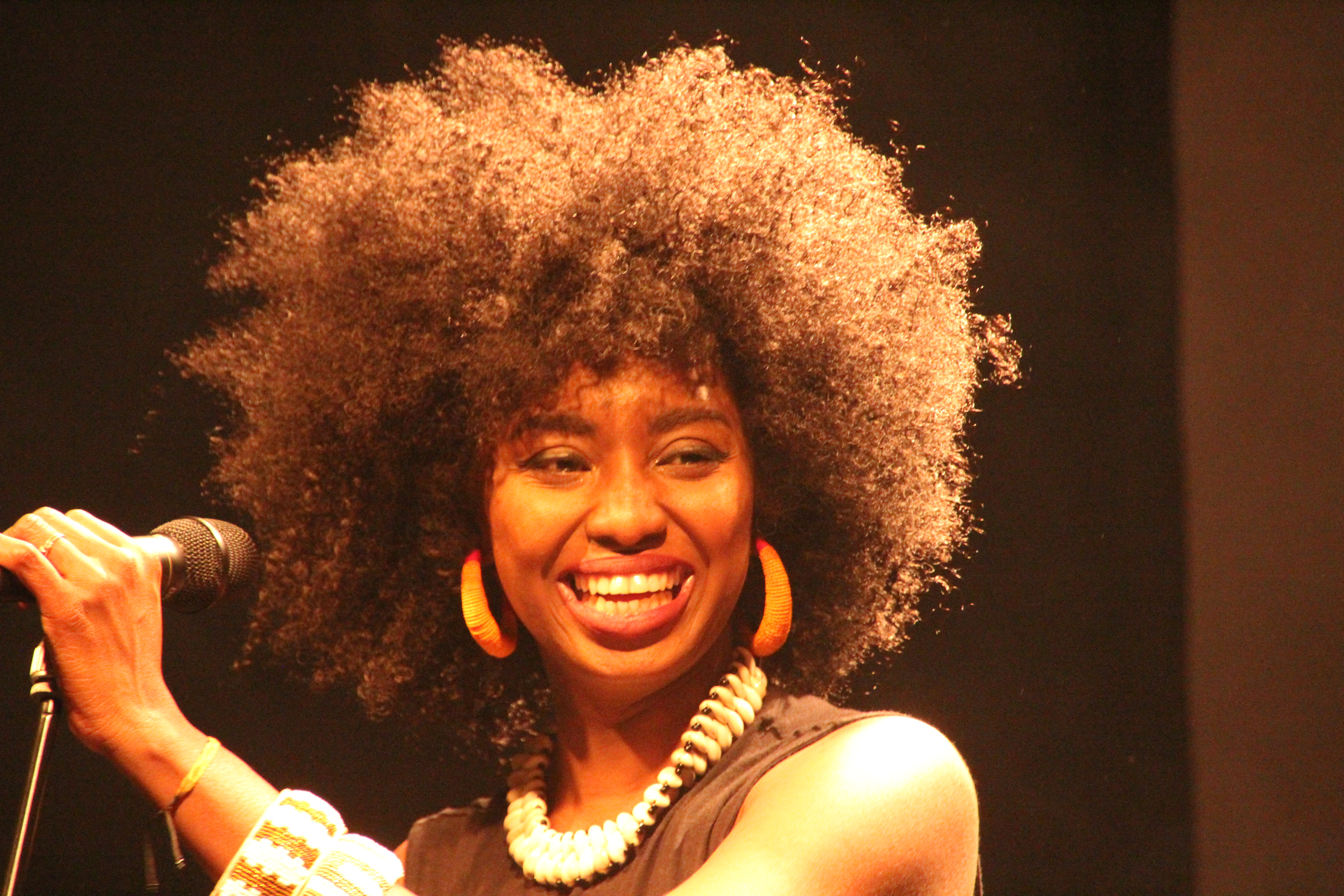
Inna Modja.
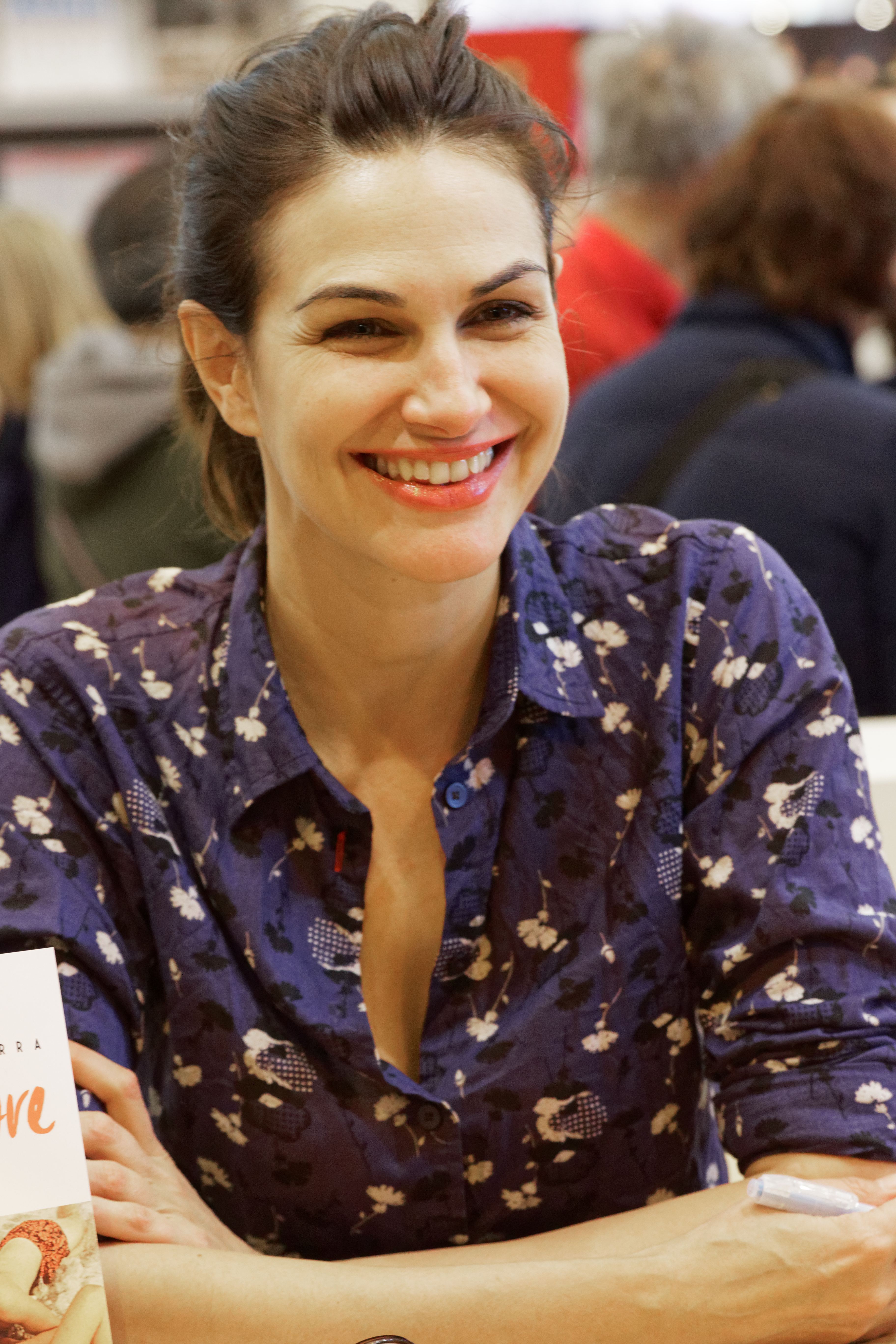
Helena Noguerra.

## Répertoire
Source : Encyclopédisque, Bide et Musique et Discogs.
- 1964 : Il fait trop beau pour travailler/ Les Parisiennes / Java / Ce soir à Saint-Tropez / C'est tout de même malheureux qu'on ne puisse pas se promener dans les rues après neuf heures du soir / On n'a vraiment plus rien à se mettre / L'Oiseau rare / On a déjà retenu pour le mois d'août / La Méthode française / Ouille, ouille, ouille, ça glisse / Ah ! c'qu'on est bête / Bonne nuit mes agneaux
- 1965 : La Salade / Les Zozos / Je te déteste / Il va falloir se mettre au régime / Les Filles à la plage / Les Fans de Mozart / Canta y baila / Nous on est si mignonnes / Les Hommes de 40 ans
- 1965 : générique du Pop-Club de José Artur sur France Inter[13]
- 1966 : L'argent ne fait pas le bonheur / On parle avec les mains / Le Tunnel sous la Manche / Les Voleurs du train postal / La De Dion Bouton / On fait peur aux garçons / Le 30 février / Mickey, Tintin, Spirou
- 1966 : 24 heures sur 24, indicatif de France Inter[14]
- 1967 : Un tout petit pantin (Puppet on a String)[15] / Ah ! vivement ce soir qu'on s’couche / Y'a comme un défaut / Grand Prix / L’Amérique, ça n'est pas le Pérou / Dans la poche du kangourou / Le Temps du lumbago / Les Plaisirs de Paris / A banda / Barbouze-tango / Ça vaut mieux que d’attraper la scarlatine / Comme tout le monde / La Matchiche / Tha-ma-ra-boum-di-he
- 1968 : Bonnie and Clyde / Quand y'en a pour 3 y'en a pour 4 / Hans / Inutile de garder la clef, je vais faire changer la serrure
- 1969 : Toute la famille voudrait te voir mariée / C'est le tango qui a perdu ta mère / Boom bang-a-bang[16] / Oui toutes les filles ont rendez-vous / On reçoit, on envoie / Les Frites
- 1970 : Jimmy Brown / L'Abécédaire / Thème de Borsalino / Il flotte / La Fête des affreux / Quatre sorcières dans le vent
- 1971 : Yamamoto kakapote / File le temps / Un rayon de soleil est entré dans mon lit / Vivre sans travailler
- 1973 : Au temps de Chicago / Toujours des promesses
- 1974 : Les Pieds dans l’eau, la tête au soleil / On pense toujours à son premier amour

Les chansons des Parisiennes ont pour la plupart été écrites par Frank Gérald (paroles) et Claude Bolling (musique).

## Discographie
Source : Encyclopédisque, Bide et Musique et Discogs.

### 45 tours
- 1964 : Il fait trop beau pour travailler  (C. Bolling - F. Gérald) / Les Parisiennes (C. Bolling - F. Gérald) / Java (A. Toussaint - A. Tyler - F. Friday) / Ce soir à Saint-Tropez (B. Sherrill - F. Gérald) - Philips 434.911
- 1964 : C'est tout de même malheureux qu'on ne puisse pas se promener dans les rues après neuf heures du soir (C. Bolling - F. Gérald) / On n'a vraiment plus rien à se mettre (C. Bolling - F. Gérald) / L'Oiseau rare (C. Bolling et J. Kluger - F. Gérald) / On a déjà retenu pour le mois d'août (C. Bolling - F. Gérald) - Philips 434.972
- 1964 : La Méthode française (C. Bolling - F. Gérald) / Ouille, ouille, ouille, ça glisse (C. Bolling - F. Gérald) / Ah ! c'qu'on est bête (C. Bolling - F. Gérald) / Bonne nuit mes agneaux (C. Bolling - F. Gérald) - Philips 434.993
- 1965 : La Salade (J. Klugerg et T. Perdone - F. Gérald) / Les Zozos (C. Bolling et P. Perret - P. Perret) / Je te déteste (C. Bolling - F. Gérald) / Il va falloir se mettre au régime (C. Bolling - F. Gérald) - Philips 437.083
- 1965 : Les Filles à la plage (C. Bolling - M. Rivgauche) / Les Fans de Mozart (C. Bolling - F. Dorin) / Canta y baila (C. Bolling et J. Kluger - F. Gérald) / Nous on est si mignonnes (P. Perret) - Philips 437.141
- Les Hommes de 40 ans  (C. Bolling - F. Gérald) - chanson du film Moi et les hommes de quarante ans - Philips 437.043
- 1966 : L'argent ne fait pas le bonheur (C. Bolling et J. Kluger - F. Gérald) / On parle avec les mains (C. Bolling et J. Kluger - P. Delanoë) / Le Tunnel sous la Manche (C. Bolling - F. Gérald) / Les Voleurs du train postal (C. Bolling - F. Thomas) - Philips 437.242
- 1966 : La De Dion Bouton (C. Bolling et V. Cosma - F. Gérald) / On fait peur aux garçons (J.-C. Vannier - R. Barrier - B. Lelou) / Le 30 février (J. Kluger - F. Gérald) / Mickey, Tintin, Spirou (C. Bolling - F. Gérald) - Philips 437.287
- 1967 : Un tout petit pantin (Puppet on a String) (B. Martin et P. Coulter - P. Delanoë) / Ah ! vivement ce soir qu'on s’couche (L. Missir - G. Marchand) / Y'a comme un défaut (C. Bolling et J. Kluger - F. Gérald) / Grand Prix (M. Jarre - H. Ithier) - chanson du film-homonyme - Philips 437.305
- 1967 : L’Amérique, ça n'est pas le Pérou (C. Bolling - F. Gérald) / Dans la poche du kangourou (J. Kluger - F. Gérald) - Philips B 370.700
- 1967 : Le Temps du lumbago (C. Bolling - F. Gérald) / Les Plaisirs de Paris (C. Bolling - F. Dorin) / A banda (C. Buarque - D. Faure) / Barbouze-tango (C. Bolling - F. Gérald) - Philips 437.365
- 1967 : Ça vaut mieux que d’attraper la scarlatine (P. Misraki - A. Hornez) / Comme tout le monde  (P. Misraki - A. Hornez) - Philips B 370.653
- 1967 : La Matchiche  (C. Borel-Clerc - P. Briollet - L. Lelièvre) / Tha-ma-ra-boum-di-he (Y. Thomson - F. Lémon) - Philips B 370.725
- 1968 : Bonnie and Clyde (C. Strouse - F. Gérald) - chanson du film-homonyme / Quand y'en a pour 3 y'en a pour 4 (C. Bolling et J. Kluger - F. Gérald) / Hans (C. Bolling - F. Gérald) / Inutile de garder la clef, je vais faire changer la serrure (C. Bolling et J. Kluger - F. Gérald) - Philips 437.408
- 1969 : Toute la famille voudrait te voir mariée (D. Vangarde - J. Kluger) / C'est le tango qui a perdu ta mère (C. Bolling - G. Morris-Dumoulin) - Philips 336 246
- 1969 : Boom bang-a-bang (A. Moorhouse - P. Warne - C. Rivat)  / Oui toutes les filles ont rendez-vous (C. Bolling - C. Desage)  / On reçoit, on envoie (D. Beretta)  / Les Frites (C. Bolling - M. Rivgauche) - Philips 437.457
- 1970 : Jimmy Brown (D. Vangarde - F. Gérald) / L'Abécédaire (C. Bolling - P. Delanoë) - Philips 6009.004
- 1970 : Thème de Borsalino (C. Bolling - P. Delanoë) / Il flotte (C. Bolling - J. Dupré) - Philips 6009.031
- 1970 : La Fête des affreux (D. Vangarde etJ. Kluger - F. Gérald) / Quatre sorcières dans le vent (C. Bolling - F. Gérald) - Philips 6009.108
- 1971 : Yamamoto kakapote (D. Vangarde etJ. Kluger - F. Gérald) / File le temps (C. Bolling - F. Gérald) - Philips 6118 004
- 1971 : Un rayon de soleil est entré dans mon lit (G. Costa - B. Medhi) / Vivre sans travailler (G. Costa - B. Medhi) - Spot / Sonopresse ST 40009
- 1973 : Au temps de Chicago (C. Bolling - B. Medhi) / Toujours des promesses (C. Bolling - F. Gérald) - Spot / Sonopresse ST 40026
- 1974 : Les Pieds dans l’eau, la tête au soleil  (A. Tissot - B. du Pac) / On pense toujours à son premier amour (D. Faure - S. Balasko) - Productions Parisiennes / Sonopresse PS 40148

### 33 tours
- 1965 : Claude Bolling et les Parisiennes
Les Parisiennes / L'Oiseau rare / C'est tout de même malheureux qu'on ne puisse pas se promener dans les rues après neuf heures du soir / On n'a vraiment plus rien à se mettre / Java / La Méthode française / Il fait trop beau pour travailler  / On a déjà retenu pour le mois d'août / Ah ! c'qu'on est bête / Ce soir à Saint-Tropez / Ouille, ouille, ouille, ça glisse / Bonne nuit mes agneaux - Philips P 77.248 L
- 1966 : Les Parisiennes et Claude Bolling
L'argent ne fait pas le bonheur / Il va falloir se mettre au régime / Les Filles à la plage / Le Tunnel sous la Manche / Les Hommes de 40 ans / Les Zozos / Les Fans de Mozart / Canta y baila / Les Voleurs du train postal / On parle avec les mains / Je te déteste Nous on est si mignonnes - Philips P 70 346 L
- 1967 : Un tout petit pantin (Puppet on a String)
Un tout petit pantin (Puppet on a String)/ Ah ! c'qu'on est bête / Grand Prix / Mickey, Tintin, Spirou / On a déjà retenu pour le mois d'août / La De Dion Bouton / Le 30 février / L'Oiseau rare / Y'a comme un défaut / On fait peur aux garçons / Ah ! vivement ce soir qu'on s’couche / Bonne nuit mes agneaux - Philips P 70.420 L
- 1967 : Dans la vie faut pas s’en faire[17]
La Matchiche/ Dans la vie faut pas s’en faire/ Qu’est-ce qu’on attend pour être heureux ? / On n’a pas tous les jours vingt ans / Tha-ma-ra-boum-di-he / Comme tout le monde / Paris je t'aime d’amour / Tiens tiens tiens / J'ai besoin de vous / Les Chemises de l’archiduchesse / Comme de bien entendu / Ça vaut mieux que d’attraper la scarlatine - Philips 844 897
- 2018 : Les Parisiennes
Il fait trop beau pour travailler / Les Parisiennes / Ah ! c'qu'on est bête / Je te déteste / On fait peur aux garçons / Ce soir à Saint-Tropez / On reçoit, on envoie / File le temps / Il flotte / On n'a vraiment plus rien à se mettre / Un tout petit pantin / Boom bang-a-bang / L'argent ne fait pas le bonheur / Paris, je t'aime d'amour / Le 30 février - Naïve / Ruq Productions